# 摩爾門帶

紅色部分是摩爾門地帶

摩爾門帶（Mormon Corridor）是指北美西部在1850年至約1890年期間耶穌基督後期聖徒教會成員（即摩爾門教徒）聚居的一個地區。在學術領域，這一地區又稱摩爾門文化區。和美國東南部的聖經帶相對，這一地區因摩爾門經而又被稱為「摩爾門經帶」。摩爾門地帶的中心是猶他州，同時也包括了愛達荷州、懷俄明州、內華達州、亞利桑那州的部分地區。由於摩爾門地帶的中心城市鹽湖城的Jell-O（一種果凍類甜點）銷量很高，這一地區又稱Jell-O帶。

## 外部連結
- Map Gallery of Religion in the United States from American Ethnic Geography